# Emil Pažický
Emil Pažický (né le 14 octobre 1927 à Považský Chlmec en Tchécoslovaquie et décédé le 21 novembre 2003 à Bratislava en Slovaquie) était un joueur de football tchécoslovaque (slovaque).